# Moule commune
Mytilus edulis · Moule bleue
Espèce
La moule commune (Mytilus edulis), aussi appelée moule bleue au Canada, est un mollusque bivalve très répandu, de la famille des Mytilidés. C'est un animal marin, qui vit fixé aux rochers dans la zone de balancement des marées.

## Description

Valve droite
Valve gauche

Comme la plupart des mollusques la moule commune a un corps mou protégé par une coquille calcaire. Le corps mou est constitué d'une masse viscérale, d'un manteau qui enveloppe cette masse viscérale et délimite une cavité appelée cavité palléale dans laquelle baignent des branchies et se trouve un organe musculeux appelé le pied. Le plus souvent ce corps présente une tête où sont regroupés les organes sensoriels.
Les mollusques regroupés dans la classe des bivalves sont caractérisés par :
- une coquille constituée de deux parties, les valves, d'où leur nom de mollusque bivalve ; les valves sont situées à gauche et à droite de l'animal, au contraire des Brachiopodes où elles sont dorsales et ventrales ;
- des branchies en forme de lamelles, d'où le nom de lamellibranches, donné aussi aux bivalves;
- la régression des organes sensoriels dans la région antérieure, donc plus de tête nettement différenciée : les bivalves sont acéphales. Cette régression est sans doute liée à leur mode de vie souvent fixé et microphage.

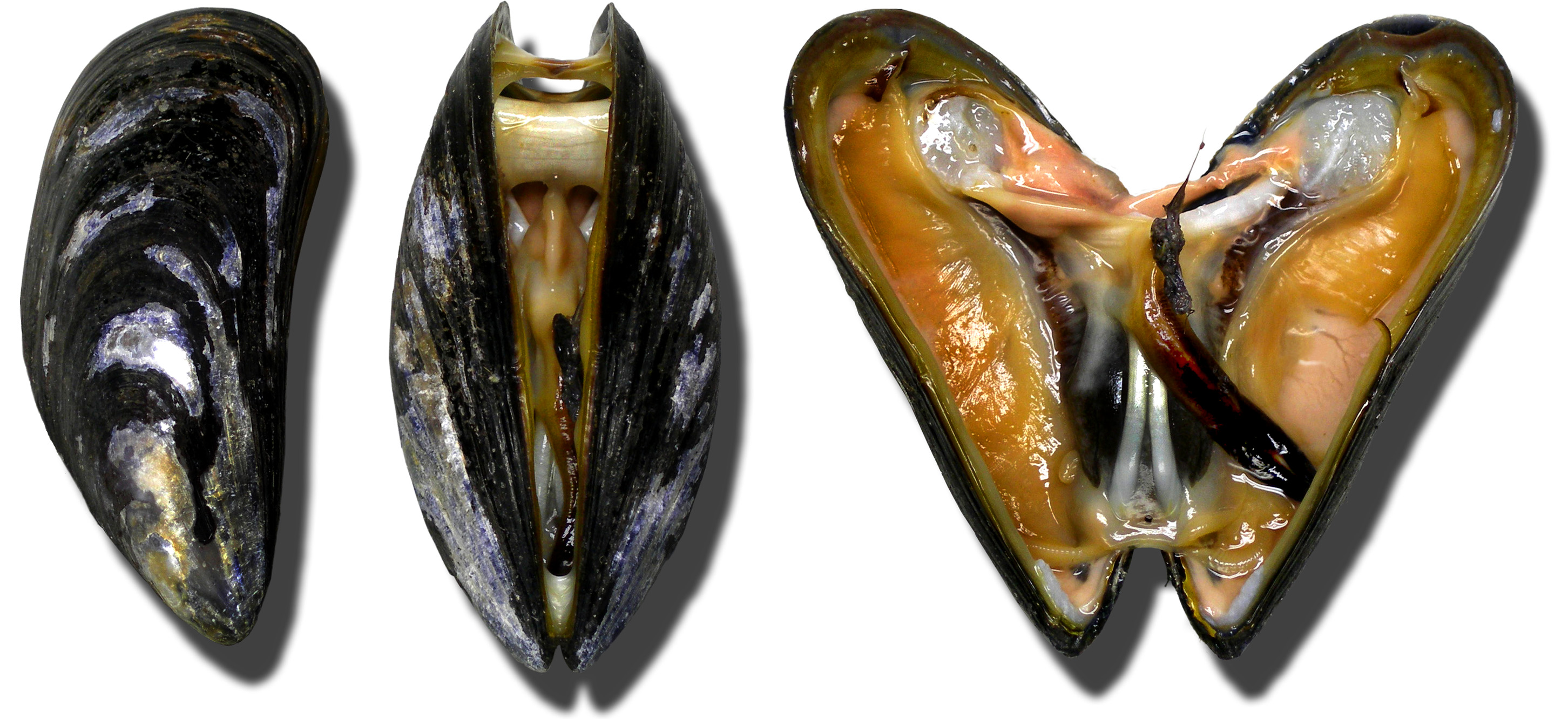
Présentation générale
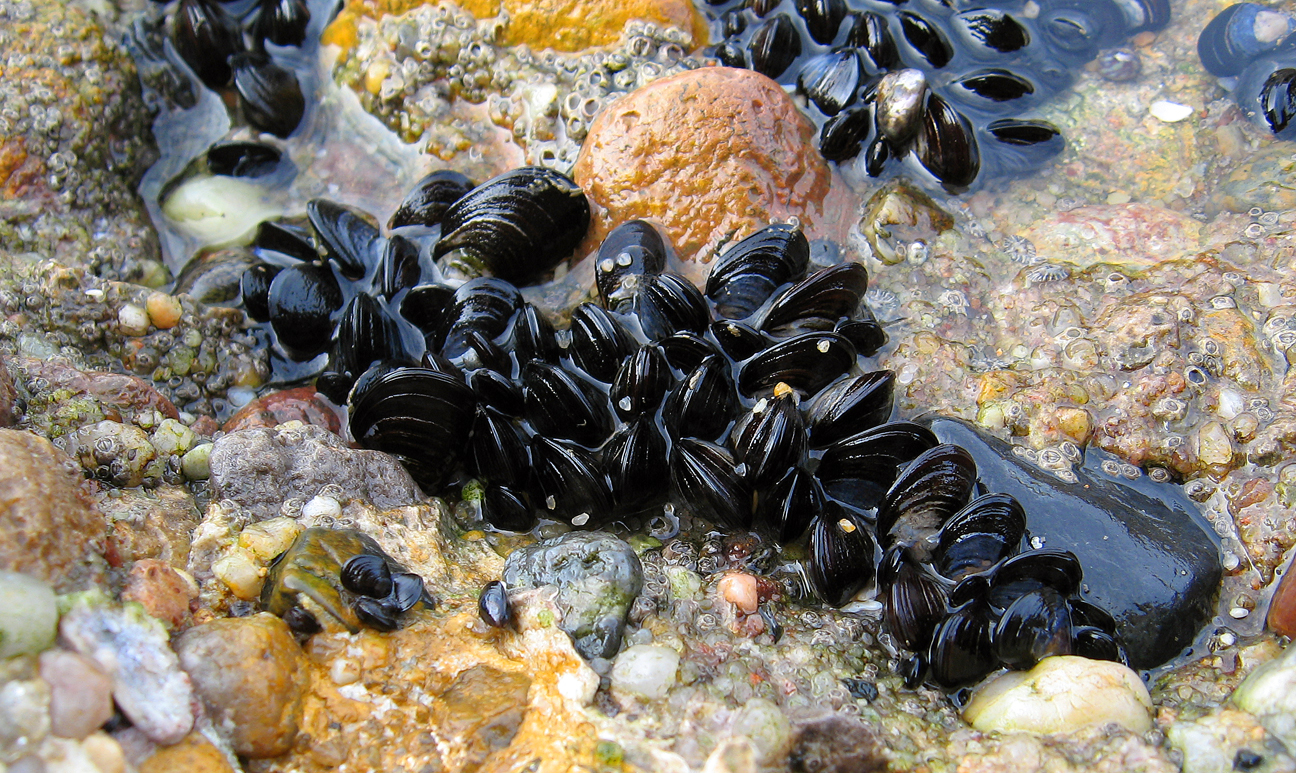
Colonie en milieu naturel

Valve droite et gauche du même spécimen:

Valve droite
Valve gauche

var. flavida Locard
- Valve droite
- Valve gauche

## Reproduction
Les moules ont des sexes séparés. Une fois que les spermatozoïdes et les œufs sont matures, ils sont relâchés dans l'eau, où a lieu la fécondation. Bien qu'environ 10 000 spermatozoïdes soient relâchés pour un œuf, nombreux sont les œufs qui ne sont jamais fécondés. Seule une très faible proportion des larves se développant arrivent au stade adulte, la vaste majorité d'entre elles étant mangées par des prédateurs avant leur métamorphose.

## Développement larvaire
Le développement des larves passe par différents stades et peut durer entre 15 et 35 jours selon les conditions environnementales, dont la salinité et la température de l'eau. Les larves s'attachent finalement au substrat avant d'entamer leur métamorphose en juvéniles.

## Toxicologie, écotoxicologie
Comme toutes les moules et coquillages filtreurs, dans un environnement pollué, cet animal peut bioaccumuler des métaux lourds, dans sa coquille, et moindrement dans sa chair, parfois en atteignant ou dépassant les limites de sécurité pour la santé humaine.
Il n'y a pas nécessairement de corrélation entre la teneur en métaux des sédiments et celle des moules, qui peuvent être directement contaminées par les métaux dissous dans l'eau à l'état de trace.

Une étude récente[Par qui ?] a porté conjointement sur les moules bleues de Méditerranée (M. galloprovincialis) et les sédiments de surface de leur environnement, pour cinq sites (échantillonnés en 2005 et 2006, en automne). Les taux moyens de Fe, Zn, Mn, Ni, Cu, Co et Cr dans les échantillons de moules étaient respectivement de 603.0, 345.0, 85.0, 18.9, 17.2, 9.1 mg/kg de poids sec. Alors que les maxima étaient pour les sédiments de 40867, 943.0, 382.0, 336.0, 67.2, 24.8 et 16.9 mg/kg. Une corrélation n'a pu être observée que pour le zinc.[réf. nécessaire]

## Habitat et répartition

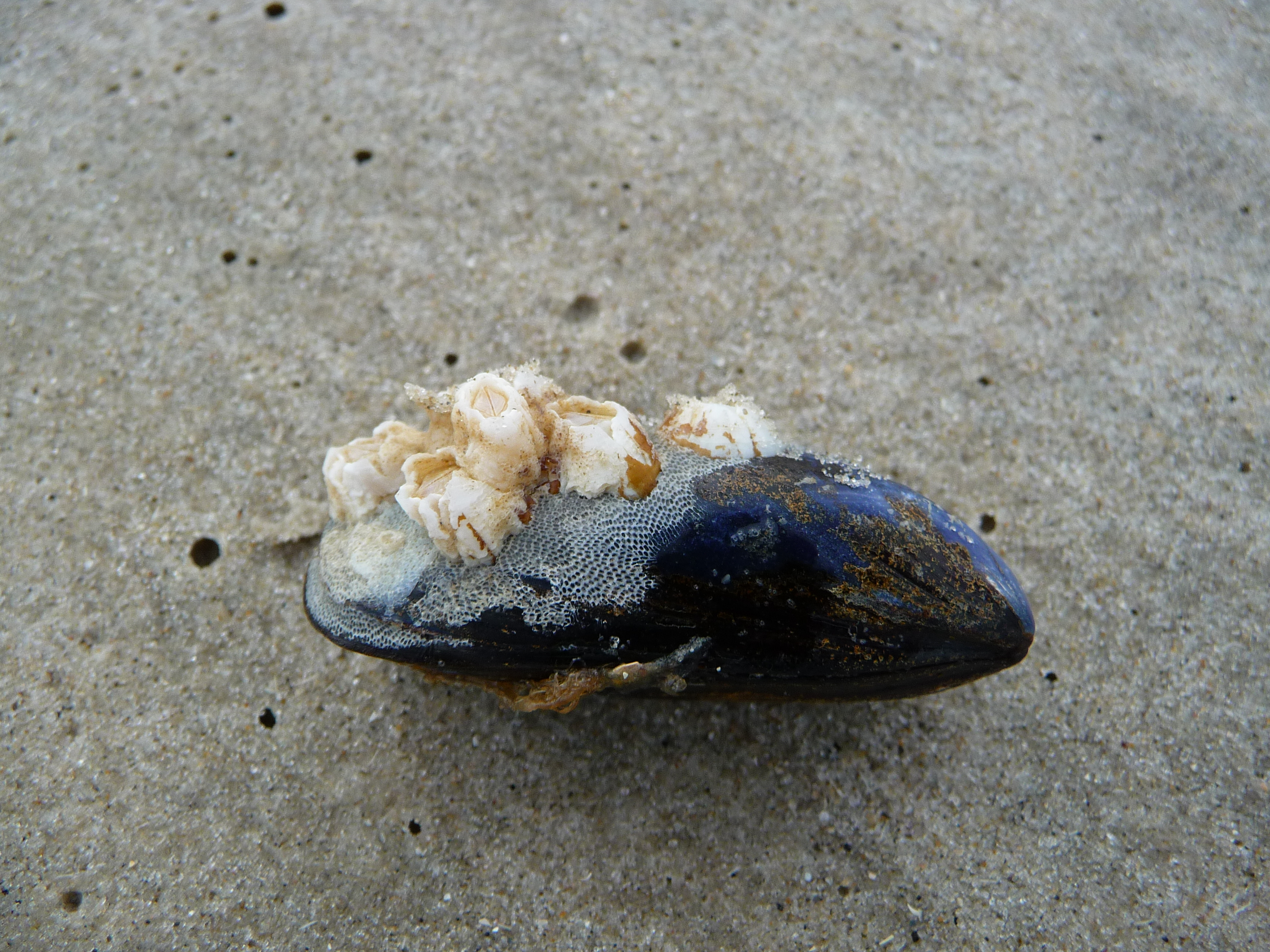
Une situation de commensalisme est celle des balanes fixés sur la coquille de la moule commune, et des colonies de bryozoaire, du type Conopeum reticulum, qui l'encroûtent.

Cette espèce vit fixée sur des supports durs dans la zone intertidale, c'est-à-dire sur les quelques mètres de rivage battus par les vagues et se trouvent émergés à marée basse.  
La moule commune, Mytilus edulis est exclusivement présente dans les eaux tempérées à tempérées froides de l'Atlantique nord. Elle est ainsi présente sur la côte est d'Amérique du Nord, de la Caroline du Nord à Terre-Neuve, en Islande et le long des côtes européennes, de la Charente à la Mer Blanche.

## Élevage et utilisation
Cette espèce est la principale espèce de moule commercialisée et consommée en Europe.

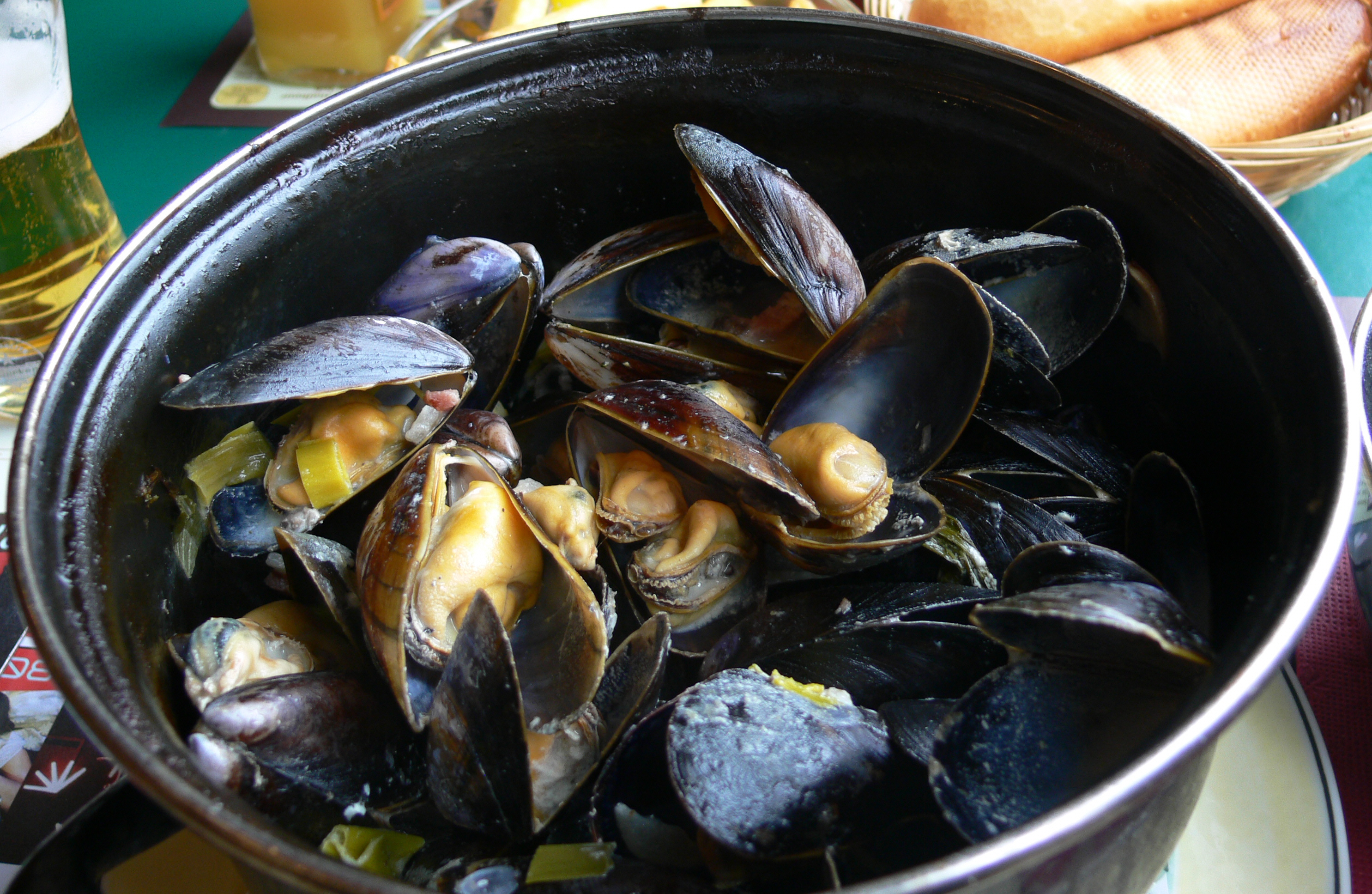
Moules communes servies cuites en cocotte individuelle dans un restaurant français.